# Título I de la Constitución de Ecuador de 2008
El Título I: Elementos constitutivos del Estado es el primer título de la Constitución de Ecuador de 2008. El artículo 1 de la constitución 2008 del Ecuador hace referencia a que todos somos iguales y que todos tenemos los mismos derechos.
El primer capítulo trata de los principios fundamentales del Estado ecuatoriano, con lo cual define su forma gobierno republicano; defiende, entre otras cosas, la democracia  y el laicismo; establece los deberes primordiales del Estado y define la soberanía nacional. 
El segundo capítulo establece a quienes se les atribuye la ciudadanía ecuatoriana, y de que forma las personas nacidas en el extranjero pueden llegar a tenerla.

## Capítulo primero: Principios fundamentales
El Artículo 1 de la Constitución de Ecuador de 2008 establece al Estado con todas sus características y su forma de gobierno a manera de república, otorga la soberanía al pueblo, y defiende todo recurso natural que esté dentro del territorio nacional. 
Entre las características del Estado está el hecho de que debe regirse y apegarse estrictamente a la constitución, asentando bases sobre el derecho y sobre la justicia social lo cual busca un equilibrio entre partes desiguales, por medio de la creación de protecciones o desigualdades de signo contrario, a favor de los más débiles; este tipo de derechos se los denomina como de segunda generación. Las demás características proclaman que: se defiende el sistema democrático, no se acepta intervención extranjera sobre la política nacional, se fomenta la unidad nacional, se admiten las diferentes culturas en el territorio y se profesa el laicismo. Por último se confirma el mismo sistema republicano de gobierno mantenido desde los inicios del Ecuador, y se promueve la descentralización, y autonomía de todos los poderes del estado, ejecutivo, legislativo, electoral, judicial,participación social y  ciudadana, algo sin embargo que genera dudas en la expectativa nacional debido al hecho de que el gobierno central absorbe casi todas las competencias de los gobiernos seccionales.